# Sally Davies
 (juillet 2024).
Pour les articles homonymes, voir Davies.
Sally Davies, de son nom complet Sally Claire Davies, née le 24 novembre 1949, est une femme médecin anglaise, hématologue, médecin en chef du Royaume-Uni de juin 2010 à octobre 2019. 
Elle a été conseillère scientifique en chef du Département de la santé.  Elle était auparavant  clinicienne spécialisée dans le traitement des maladies du sang et de la moelle osseuse.
Elle est membre du Trinity College de Cambridge et a été pré-désignée comme Master du Trinity College de Cambridge le 8 février 2019, fonction qu'elle occupe à compter du 8 octobre 2019.

## Biographie

### Jeunesse
Sally Davies, est née le 24 novembre 1949, à Birmingham, en Angleterre.
Son père, Gordon Davies, est un prêtre et théologien anglican. Sa mère est scientifique ; elles seront toutes deux enseignantes à l’Université de Birmingham.
Elle est scolarisée au lycée privé  pour filles Edgbaston (à Birmingham) où elle apprend l'alto,.
Davies étudie ensuite la médecine à la Manchester Medical School, de l'Université de Manchester. Elle y obtient son diplôme de docteur en médecine, ainsi qu'un Bachelor en médecine et en chirurgie (MB ChB) en 1972, et obtient ensuite une Maîtrise universitaire ès sciences à l'Université de Londres.

### Carrière et recherches
Elle décrit ses premières années de pratique clinique comme  « brutalisantes ».
Dans les années 1970, elle interrompt sa carrière médicale durant quatre ans, comme « épouse de diplomate » (à Madrid), avant de revenir à la médecine.
En 1985, elle devient hématologue consultante à l'hôpital Central Middlesex de Brent - une partie relativement défavorisée du nord-ouest de Londres -. Elle y est nommée professeur d'Hémoglobinopathie en 1997, date à laquelle l'hôpital a été intégré à l'Imperial College London. L’hôpital Central Middlesex est démoli et reconstruit avec l’argent du PFI en 2006.
S. Davies est experte en drépanocytose : une maladie du sang touchant principalement les personnes d'origine africaine, causant des « crises » douloureuses.

#### Service dans le public
En 2004, S. Davies rejoint la fonction publique pour occuper un poste de recherche à Londres. Elle est promue rapidement directrice générale de la recherche et du développement au ministère de la Santé,,.
En 2006, elle élargit la base de recherche du Service national de la santé (NHS), en créant l'Institut national de recherche en santé. Elle devient conseillère scientifique en chef du secrétaire à la santé.

#### Médecin en chef
En juin 2010, Davies devient médecin en chef (Chief Medical Officer), par intérim, pour l'Angleterre.
Elle est confirmée comme titulaire du titre l'année suivante, première femme à occuper ce poste, créé en 1855.
Au Royaume-Uni, le médecin-en-chef a un « rang » équivalent à celui de secrétaire permanent, le plus haut de la fonction publique. Le poste de médecin en chef n’a traditionnellement pas de statut particulier au sein de la profession médicale ; il présente certains parallèles avec la position, encore plus hiérarchiquement imposante, du General Surgeon aux États-Unis. Avec l'expansion des compétences du ministère de la Santé depuis la fin du XXe siècle, le titulaire de ce poste poste acquiert une influence de facto considérable sur le National Health Service et la politique de santé publique. Fait inhabituel pour un médecin britannique à ce poste, Davies n'a pas d'expérience en tant qu'expert en santé publique quand elle y est nommée.
Elle écrit beaucoup et alerte sur la montée du risque nosocomial, lié au phénomène croissant de résistance aux antimicrobiens dans le domaine des soins médicaux, mais aussi vétérinaires, dans le secteur de l'élevage.
Elle conduit des travaux et des groupes d'experts visant à renforcer la visibilité de ce sujet sur la scène internationale.
Davies délègue la rédaction et la révision de ses rapports annuels statutaires à d'autres médecins et praticiens de la santé, elle en écrit l'introduction et supervise leur compilation.
Elle se préoccupe de la consommation excessive d'alcool, en particulier par les jeunes femmes. Elle explique, à la BBC en 2013, que les femmes  « ne peuvent biologiquement supporter qu'environ la moitié de la dose d'alcool que les hommes peuvent ingérer. », et que cela les exposent plus que les hommes aux maladies hépatiques.
En 2013, la BBC lui demande (en juillet) si elle a déjà favorisé les femmes médecins afin de contrebalancer la discrimination dont elles sont victimes en tant que femmes. Davies répond : « Je fais probablement une discrimination positive parce que, comme les hommes choisissent à leur image, je choisis à mon image. J'aime avoir des femmes excellentes et brillantes autour de moi, alors je comprends à quel point il peut être difficile pour les hommes de défier les stéréotypes et de penser différemment ».
En 2014, dans son rapport annuel, S Davies déclare que le gouvernement devait faire de la lutte contre l'obésité une priorité nationale. Ce rapport recommande également un audit national sur le cancer de l'ovaire, et il transgresse les « tabous » entourant la ménopause et l'incontinence « pour s'assurer que l'embarras ne soit jamais un obstacle à une meilleure santé ».
En 2015, le département verse à Davies un salaire compris entre 210 000 et 214 999 £. Elle devient l'une des 328 personnes les mieux rémunérées du secteur public britannique à cette époque,.
En 2016, Davies abaisse la limite maximale hebdomadaire recommandée de consommation d'alcool pour les hommes à celle des femmes, dans de nouvelles lignes directrices ; elle met en lumière l'association entre la consommation d'alcool et certaines formes de cancer (l'OMS a désormais classé l'alcool comme cancérogène certain). Les recommandations nouvelles sont de ne pas dépasser 14 unités par semaine, tout en avertissant les consommateurs qu'il n'y a pas de niveau de consommation d'alcool sans danger. Le Financial Times commente cette décision en faisant remarquer que les deux messages étaient « intrinsèquement contradictoires ». David Spiegelhalter (en) (titulaire de la chaire Winton de « Compréhension publique du risque » à l'Université de Cambridge), estime pour sa part que le fait de consommer le maximum autorisé par Davies ne serait pas plus dangereux manger des sandwichs au bacon ou regarder des films.

#### Maître du Trinity College à Cambridge
Le 8 février 2019, elle est présentée comme prochaine Master élu du Trinity College, de Cambridge, en remplacement de Gregory Winter. Elle devient Master le 8 octobre 2019, première femme à occuper ce poste.

### Vie privée
En 1974, Davies épouse Ralph Skilbeck, un diplomate. Le couple divorce en 1982. Elle se remarie en 1982, son second mari meurt d'une leucémie cette même année. En 1989, elle épouse l'hématologue néerlandais Willem Ouwehand, chef du groupe de recherche national britannique sur le sang et les greffes et professeur d'hématologie à l'Université de Cambridge ; ils auront deux filles.
Elle habite actuellement au nord de Londres, fait de l'exercice deux fois par semaine, mange beaucoup de légumes frais et ne fume pas.

## Prix et distinctions
En février 2013, Sally Davies est classée comme la femme la plus influente au Royaume-Uni par l'émission Woman's Hour de la BBC Radio 4 tandis qu'en 2015, le Health Service Journal l'avait classée comme la femme la plus influente du NHS anglais et la 14e personne la plus influente dans le pays.
En 2009, S. Davies est nommée Dame Commandeur de l'ordre de l'Empire britannique (DBE) pour services rendus à la médecine lors de la cérémonie du Nouvel An.
En 2014, S. Davies est élue membre de la Royal Society (FRS) et membre de l'Académie des sciences médicales (FMedSci) en 2002. Elle reçoit le prix Cameron de l'Université d'Édimbourg en 2017.